# Rehmiella alpina
Rehmiella alpina är en svampart som beskrevs av Georg Winter 1883. Rehmiella alpina ingår i släktet Rehmiella,  och familjen Gnomoniaceae.   Inga underarter finns listade.